# 以色列與大規模殺傷性武器
普遍認爲，以色列擁有大規模殺傷性武器。該國是四個不在不擴散核武器條約的擁有的核武器國家之一。美國國會技術評估辦公室（Office of Technology Assessment）認爲以色列藏有「未經申報」的化學武器。同時，該辦公室還認爲以色列有研究進攻性生物武器的計劃。而以色列官方對於核武器的擁有權不置可否。

## 核武器
據信，以色列在1967年就已經擁有了可用於作戰的核武器。在六日戰爭之後，以色列很快就生產了大量的核彈頭。另有非官方的調查結果顯示，以色列有80到2000枚熱核武器。目前，尚不清楚報導中的以色列熱核武器是否是百萬噸級的。另外，以色列還被認爲擁有多種形式的核武器（比如中子彈、戰術核武器、手提箱核彈等）。據信，以色列製造核武器的場所是內蓋夫核子研究中心。
2006年，以色列總理埃胡德·奥尔默特在德國電視台發表講話時表示「伊朗有志和美國、法國、以色列、俄羅斯一樣，成爲有核國家」——這似乎承認了以色列擁有核武器。他的表態，與以色列政府長期實行的對該國是否持有核武器這一問題的故意模糊政策完全相悖。目前，以色列仍然維持着「不會在中東首先使用核武器」的政策。前國際原子能機構總幹事穆罕默德·巴拉迪認爲以色列是一個有核國家。目前，不少關於以色列的核計劃的信息都是在1986年由一個叫做莫迪凱·瓦努努的內蓋夫核子研究中心的技術員那裏流出的，他在事後被以當局判處18年監禁。以色列到目前爲止還沒有簽署核不擴散條約，不過，該國卻支持建立一個中東無大規模殺傷性區域。
2023年以色列—哈馬斯戰爭期間，屬於極右翼的以色列文化遺產部長阿米哈伊·埃利亞胡，在電台訪談中說用核彈攻擊加沙「是可能性之一」，間接承認以色列擁有核武。他其後被總理內塔尼亞胡暫停職務。美國軍事媒體《國家利益》引述安全問題專家分析，稱以色列至少擁有90枚核彈頭。

### 核武器攜帶方式
以色列可以通過射程達11,500公里、能用於二次打擊的傑里科洲際彈道導彈發射核彈。以色列能裝配核彈頭的彈道導彈據信都深埋於地下，即使遭受了核打擊也不會被破壞。另外，以色列還被認爲擁有離岸的二次打擊能力，因爲該國擁有能搭載核彈頭的潛射巡航導彈，而這種導彈可以通過以色列海軍的海豚級潛艇發射。另外，以色列空軍擁有F-15I和F-16I兩種在使用保形油箱、配備波音707改造成的空中加油機時能夠長距離攜帶核武器的戰鬥機。

## 化學武器
以色列已簽署，但尚未批准《禁止化學武器公約》（CWC）1983年，一份由CIA撰寫的報告指出：「以色列在發現該國已被有了初步化學武器使用能力的阿拉伯鄰國包圍後，開始愈加擔心他們面對化學武器攻擊時的脆弱……於是，他們開始了爲對己方和敵對區域開展化學戰作準備的項目。1982年晚些時候，（我們）在內蓋夫沙漠中發現了一套疑似爲化學武器神經毒劑的生產和存儲設備的設施。另外，以色列還被認爲存在另外的化學武器生產行爲，因爲該國的化學工業十分發達。」
另外，亦有猜測認爲，位於内斯锡安纳的以色列生物學研究所（IIBR）也有與化學武器相關的項目 。
1992年，人們在於飛往特拉維夫途中墜毀的以色列航空1862號班機的貨物中發現了190升的甲基膦酸二甲酯。二甲酯是列於化學武器公約附表2中的化學品，它是合成神經毒劑沙林的 原料之一。對此，以色列堅稱，這些物質是無毒的，他們只是把這些物質用於防化過濾器的測試，而且，這批甲基膦酸二甲酯是清楚按照國際規範列於貨物艙單上的。這批甲基膦酸二甲酯是從一個美國化工廠發往以色列生物學研究所的，且擁有美國商務部下發的許可證。
1993年，美國國會技術評估辦公室的大規模殺傷性武器擴散評估中把以色列定位爲「通常被認爲是擁有的未申報的化學戰能力的國家」。前負責化學和生物防禦的美國副助理國務卿比爾·理查森博士在1998年這樣說道：「我堅信以色列在研製具有進攻性的化學武器和生物武器……毫無疑問，他們（以色列）已經有這些東西很多年了。」

## 生物武器
據信，以色列已經擁有具進攻性的生物戰能力。美國國會技術評估辦公室將以色列定位爲「擁有長期、未申報的生物戰相關項目的國家」，且以色列沒有簽署禁止生物武器公約。有假說認爲位於内斯锡安纳的以色列生物學研究所在研究對抗生物戰和化學戰的疫苗和解毒劑。目前，很難確認以色列是否還維持着進攻性的生物武器項目。但有推測認爲以色列仍然維持着製造和散佈生物武器的有效能力。

## 文學作品
- 約翰·道格拉斯-格雷所著的驚悚片《諾瓦克遺產》（The Novak Legacy）

## 外部連結
- * , , Nuclear Threat Initiative, May 2014  [2015-08-03], （原始内容存档于2015-09-18）.
- Israeli Nuclear History（页面存档备份，存于）, Archival Document Collection at the Wilson Center Digital Archive
- （页面存档备份，存于）, Avner Cohen Collection at the Wilson Center's Nuclear Proliferation International History Project
- Israel Crosses the Threshold, National Security Archive Electronic Briefing Book No. 189（页面存档备份，存于）, by Avner Cohen and William Burr, April 28, 2006 (originally published at Bulletin of the Atomic Scientists, May/June 2006)
- Bibliography of Israeli Nuclear Science Publications（页面存档备份，存于） by Mark Gorwitz, June 2005
- Israeli Nuclear Forces（页面存档备份，存于）, 2002, Bulletin of the Atomic Scientists, September/October 2002
- The Bomb That Never Is, by Avner Cohen, Bulletin of the Atomic Scientists, May/June 2000, Vol 56, No. 3 pp. 22–23
- Israel and the Bomb（页面存档备份，存于）  (Columbia University press, 1998), including declassified documents.
- Obsessive secrecy undermines democracy（页面存档备份，存于） By Reuven Pedatzur Ha'aretz. Tuesday, August 8, 2000—Cohen published "Israel and the Bomb" in the United States, and a Hebrew translation of the book has appeared here. In the eyes of the defense establishment, Cohen has committed a double sin.
- Fighting to preserve the tattered veil of secrecy（页面存档备份，存于） By Ronen Bergman The publication of Dr. Avner Cohen's book and of the Vanunu trial transcripts set off alarm bells for the Defense Ministry's chief of security, who is striving to protect the traditional opacity regarding Israel's nuclear affairs.
- Blast, from the past to the present（页面存档备份，存于） By Yirmiyahu Yovel Ha'aretz. 28 July 2000—If, in the context of the peace agreements and talks with the United States, Israel were to confirm its nuclear capability - while committing itself to no nuclear testing and pledging to build its defense system on conventional weapons as in the past - maybe then it might achieve at least de facto recognition, if not international legitimacy, for its nuclear weaponry, to be used only as a "last resort" and a tool for safeguarding peace after Israel withdraws.
- The Third Temple's Holy Of Holies: Israel's Nuclear Weapons（页面存档备份，存于） Warner D. Farr, LTC, U.S. Army, September 1999
- Israel: Plutonium Production The Risk Report Volume 2 Number 4 (July–August 1996).
- Israel: Uranium Processing and Enrichment The Risk Report Volume 2 Number 4 (July–August 1996).
- Israel The Nuclear Potential of Individual Countries Treaty on Nonproliferation of Nuclear Weapons（页面存档备份，存于） Problems of Extension Appendix 2 Russian Federation Foreign Intelligence Service 6 April 1995
- The Samson Option. Israel's Nuclear Arsenal and American Foreign Policy（页面存档备份，存于） Seymour M Hersh, [New York: Random House, 1991]